# 에세키보강

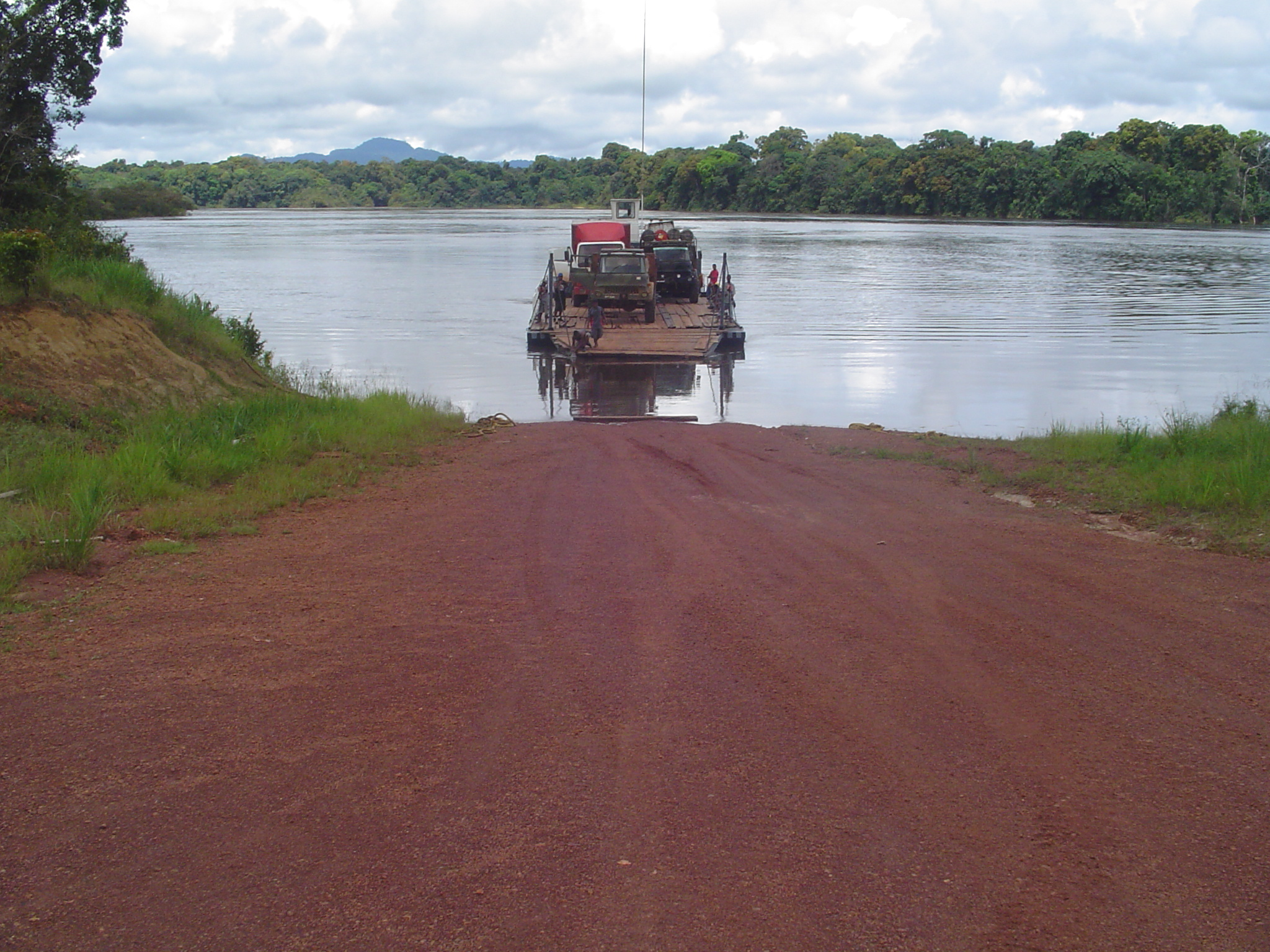
에세키보강

에세키보강(Essequibo River)은 남미의 가이아나를 흐르는 강이다. 가이아나 내에서 가장 긴 강이며, 오리노코강과 아마존강 사이에서는 가장 넓은 강이다. 브라질과 가이아나의 국경에 있는 아라카이산맥에서 발원하여 있고 북쪽으로 흐르는 삼림과 사바나를 가로질러 대서양에 이어진다. 전체 길이는 약 1,000 km이다.